# Tennistavolo ai XVIII Giochi dei piccoli stati d'Europa
Le competizioni di tennistavolo ai XVII Giochi dei piccoli stati d'Europa si sono svolte dal 28 maggio al 1º giugno 2019.

## Podi
| Evento                   | Oro                                      | Argento                                          | Bronzo                                   |
| Singolo maschile         | Marios Yiangou                           | Anthony Geminiani                                | Anthony Peretti                          |
| Singolo maschile         | Marios Yiangou                           | Anthony Geminiani                                | Filip Radović                            |
| Singolo femminile        | Yang Xiaoxin                             | Louiza Kourea                                    | Tessy Gonderinger                        |
| Singolo femminile        | Yang Xiaoxin                             | Louiza Kourea                                    | Yan Chimei                               |
| Doppio maschile          | Monaco Anthony Geminiani Anthony Peretti | Cipro Hristo Hristonov Marios Yiangou            | Montenegro Filip Radović Filip Radulović |
| Doppio maschile          | Monaco Anthony Geminiani Anthony Peretti | Cipro Hristo Hristonov Marios Yiangou            | Lussemburgo Eric Glod Gilles Michely     |
| Doppio femminile         | Monaco Ulrika Quist Yang Xiaoxin         | Lussemburgo Tessy Gonderinger Egle Tamasauskaité | Cipro Louiza Kourea Konstantina Meletie  |
| Doppio femminile         | Monaco Ulrika Quist Yang Xiaoxin         | Lussemburgo Tessy Gonderinger Egle Tamasauskaité | San Marino Chiara Morri Yan Chimei       |
| Gara a squadre maschile  | Cipro                                    | Lussemburgo                                      | Montenegro                               |
| Gara a squadre maschile  | Cipro                                    | Lussemburgo                                      | Monaco                                   |
| Gara a squadre femminile | Lussemburgo                              | San Marino                                       | Montenegro                               |
| Gara a squadre femminile | Lussemburgo                              | San Marino                                       | Monaco                                   |